# Anne Provoost
Anne Provoost (Poperinge, 26 juli 1964) is een Vlaams schrijfster van romans, kinder- en jeugdliteratuur en essayiste. Ze schrijft over situaties van wrijving en wendbaarheid. De ik-vertellers bevinden zich dikwijls op de grens tussen jeugd en volwassenheid, maar hun vragen gelden op elke leeftijd: wat moet gekozen worden, hoe ver reikt de keuzevrijheid, wanneer en waarom worden anderen belemmerd, etc.
Haar boeken kregen talrijke prijzen en werden vertaald. In 2001 werd haar roman Vallen verfilmd door Hans Herbots. Ze is lid van PEN International en van de Koninklijke Academie voor Nederlandse Taal en Letteren.

## Biografie

### Jeugd
Anne Provoost groeide op in Woesten, in de Belgische Westhoek. Ze begon met schrijven toen ze vier was. Omdat ze toen technisch niet kon schrijven, dicteerde ze verhalen aan haar moeder. Later schreef ze boeken die ze illustreerde.
Toen ze literatuur ging studeren aan de universiteit in Kortrijk en Leuven, nam ze zich voor niet meer te schrijven. Toen ze tijdens haar laatste jaar Germaanse Talen ziek in bed lag, schreef ze een verhaal. Tot haar verbazing won ze een wedstrijd. Een jaar later eindigde ze op een tweede plaats in een verhalenwedstrijd van Knack Weekend. Haar eerste boek verscheen bij Amnesty International.
Ze studeerde nog een jaar pedagogische wetenschappen en ging toen met haar man naar de Verenigde Staten. Daar schreef ze Mijn tante is een grindewal, dat zich in de VS afspeelt aslook voor Amerikaanse en Vlaamse kindertijdschriften. Terug in Antwerpen werkte ze een tijdje parttime voor een internationale uitwisselingsorganisatie. Ondertussen schreef ze Vallen, en een eerste versie van De roos en het zwijn.

### Schrijver
Sinds midden 1995 is Provoost fulltime schrijver. 
In april 2006 was ze op het PEN World Voices in New York, een festival dat jaarlijks wordt georganiseerd door de voorzitter van PEN America, Salman Rushdie. Onder de genodigden waren behalve Provoost David Grossman, Jeanette Winterson, Margaret Atwood, Toni Morrison en Orhan Pamuk.
In juli 2006 gaf ze een interview voor de Amerikaanse Public Broadcasting Service met Bill Moyers, waardoor ze betrokken raakte in het debat over atheïsme. Twee jaar later publiceerde ze hierover het essay Beminde Ongelovigen (Em. Querido's Uitgeverij, 2008) waarin ze aan de hand van een 'religiometer'. een meetinstrument aanreikt voor de graad van (on)gelovigheid.
In april 2008 was ze curator van het literaire lentefestival Zogezegd in Gent, waarin ruim aandacht werd besteed aan de Fenomenale Feminateek van Louis Paul Boon.
Van 2 tot 29 maart 2012 verbleef ze in de Villa Marguerite Yourcenar.
Ze woont met haar man Manu Claeys en drie kinderen in Antwerpen, district Borgerhout en is er betrokken bij het activisme rond de Kievitbuurt als lid van de bewonersgroep De Ploeg. Voor de Belgische federale verkiezingen 2007 stond ze op een onverkiesbare plaats op de senaatslijst van Groen!. Voor deze Vlaamse ecologische partij stond ze ook in 2014 als lijstduwer op de Europese kieslijst.

## Erkenning
- 1991: Boekenleeuw voor Mijn tante is een grindewal
- 1991: Prijs voor Letterkunde van de Vlaamse Provincies - Jeugd- en kinderboek, voor Mijn tante is een grindewal
- 1995: Zilveren Griffel voor Vallen
- 1995: Woutertje Pieterse Prijs voor Vallen
- 1995: Gouden Uil voor Vallen
- 1995: Boekenleeuw voor Vallen
- 1996: Prijs Letterkunde van de Vlaamse Provincies - Jeugd- en Kinderboek voor Vallen
- 1998: Gouden Zoen voor De roos en het zwijn
- 1998: Boekenleeuw voor De roos en het zwijn
- 2000: Luchs-Award van Die Zeit voor De roos en het zwijn
- 2000: Prijs van Nordrhein-Westfalen voor Mijn tante is een grindewal, Vallen en De Roos en het zwijn
- 2001: Sonderpreis van de Jury der Jungen Leser (Oostenrijk) voor De roos en het zwijn
- 2002: Gouden Zoen voor De arkvaarders
- 2002: Boekenwelp voor De arkvaarders
- 2004: Children's Book Sense Picks USA voor De arkvaarders
- 2005: Prijs Letterkunde van de Provincie West-Vlaanderen - Jeugd- en Kinderboek voor De arkvaarders
- 2006: Genomineerd voor de IMPAC Dublin International Award met De arkvaarders
- 2007: Voorgedragen voor de Hans Christian Andersen Award 2007
- 2007: Longlisted voor de Libris Literatuur Prijs met In de zon kijken
- 2008: Vrouw & Cultuur Debuutprijs voor In de zon kijken
- 2009: De driejaarlijkse Cultuurprijs van de Vlaamse Gemeenschap (dit is de vroegere Staatsprijs voor proza) voor In de zon kijken
- 2025: De Grote Poëzieprijs publieksprijs[7]